# Alhamdulillah
Alhamdulillah (tiếng Ả Rập: ٱلْحَمْدُ لِلَّٰهِ, al-Ḥamdu li-Llāh) là một câu trong tiếng Ả Rập có nghĩa là "Mọi lời ca tụng đều dâng lên Allah" hoặc thường được dịch thành "Tạ ơn Thượng đế". Trong tiếng Ả Rập, câu này có tên là Tahmid (tiếng Ả Rập: تَحْمِيد, nghĩa là "sự tán tụng") hoặc Hamdalah (tiếng Ả Rập: حَمْدَلَة).
Câu này xuất hiện trong câu kinh thứ hai của Al-Fatiha, sura thứ nhất của thánh kinh Qu'ran:
ٱلۡحَمۡدُ لِلَّهِ رَبِّ ٱلۡعَٰلَمِينَ
Al-ḥamdu l-illāhi rabbi l-ʿālamīn
Mọi lời ca tụng đều dâng lên Allah, Thượng đế của vũ trụ và muôn loài.— Quran, Sura 1 (Al-Fatiha), Câu 2